# Trøgstad
Trøgstad és un antic municipi situat al comtat d'Østfold, Noruega. Té 5.343 habitants (2016) i té una superfície de 204 km². El centre administratiu del municipi és el poble de Skjønhaug. Trygstad va ser establert com a municipi l'1 de gener de 1838.

## Informació general

### Nom
El municipi (originalment la parròquia) va obtenir el seu nom de l'antiga granja Trøgstad (en nòrdic antic: Þrygsstaðir o Þrjúgsstaðir), des que la primera església va ser construïda allà. El significat del primer element del nom és desconegut i el segon element és staðir, que significa «granja» o «casa». Abans del 1889, el nom s'escrivia Trygstad.

### Escut d'armes
L'escut d'armes és modern. Se'ls hi va concedir el 24 d'agost de 1979. Les armes mostren una enclusa, que va ser escollit pel fet que Trøgstad és conegut històricament per la qualitat dels seus ferrers. El fons verd de l'escut simbolitza els camps i boscos del municipi. Va ser dissenyat per Truls Nygaard.

## Ciutats agermanades
Trøgstad manté una relació d'agermanament amb les següents localitats:
- - Kadrina, Lääne-Viru, Estònia
- - Kinnula, Länsi-Suomen lääni, Finlàndia
- - Robertville, Nova Brunswick, Canadà